# Dobrotiv, Nadvirna
Dobrotiv (în ucraineană Добротів) este o comună în raionul Nadvirna, regiunea Ivano-Frankivsk, Ucraina, formată numai din satul de reședință.

## Demografie
Componența lingvistică a comunei Dobrotiv
     Ucraineană (99,49%)
     Alte limbi (0,51%)
Conform recensământului din 2001, majoritatea populației comunei Dobrotiv era vorbitoare de ucraineană (99,49%), existând în minoritate și vorbitori de alte limbi.